# Heziod
Heziod (Ἡσίοδος; oko 7. stoljeće pr. Kr.) prvi je starogrčki pjesnik koji o sebi daje biografske podatke. Ne zna se kad je točno živio. Drži se da je nešto mlađi od Homera i da je njegovo stvaralaštvo u punoj snazi krajem  8. stoljeća pr. Kr.

## Djela
Premda su neki spekulirali da Heziod nije ni postojao, današnja je stilistička analiza dokazala da su dva djela sigurno Heziodova: „Teogonija” (1022 heksametra) te „Poslovi i dani” (828 heksametara). „Teogonija” odražava bolju metričku tehniku, a ipak se smatra da je nastala ranije nego „Poslovi i dani” jer ovo djelo odražava pjesničku zrelost.
Tvorac je genealoškog spjeva („Teogonija”) i didaktičkog spjeva („Poslovi i dani”).
Već je antika znala cijeniti odgojnu stranu Heziodova djela. Prethodnik je poučne lirike i filozofske poezije. Oponašali su ga u aleksandrijsko doba i voljeli kao izvor mitova i zbog literarne vrijednosti. Spominje ga i Publije Vergilije Maron u „Georgikama” s poštovanjem.
Neki Heziodu još pripisuju i „Štit Heraklov” (Ἀσπὶς Ἡρακλέους) koji se sastoji od 480 heksametara. Uglavnom se radi o ne odviše uspješnoj imitaciji Homerova opisa Ahilejeva štita, međutim, za razliku od Ahilejeva štita, ovaj opisuje ratne demone i užase. Pjesma je vjerojatno djelo nekoga rapsoda.

## Poslovi i dani
U spjevu „Poslovi i dani” (Ἔργα καὶ ἡμέραι) navodi da mu je otac napustio eolsku Kimu u Maloj Aziji te se naselio u beotskom selu Askri. Nakon očeve smrti vodio sa svojim bratom Perzom parnicu oko nasljedstva i izgubio je jer je ovaj podmitio suce. Perzo je brzo potrošio imetak i htio voditi novu parnicu. To Heziodu daje povod da u poemi svoga brata uputi na rad i čestit život. Ne zna se što se dalje s Heziodom događalo ni gdje je živio, no vjerojatno se bavio poljoprivredom i svoje iskustvo utkao u poemu. Od autobiografskih podataka još razabiremo i to da je u Halkidi na Eubeji u pjesničkom natjecanju povodom Amfidamantove sahrane osvojio tronog koji je posvetio helikonskim Muzama.
„Poslovi i dani” poema je rada. Napisana je kao opomena bratu pijanici Perzu kojemu pjesnik daje niz savjeta kako će steći imetak na častan način. Iz mita o Prometeju, Pandori i mita o pet rodova ljudi (zlatnom, srebrnom, mjedenom, rod polubogova, željeznom) izvodi misao da je nekad život bio sretan i bezbrižan dok je njegova sadašnjost gorka:
O kamo li sreće da nisam dioničar petoga roda
Već da sam prije umro il' da sam kasnije rođen
Ovo je gvozdeno pleme i njega nikada neće
Dnevna minuti muka i tuga, pa ni po noći.
Bijede se čovjek može osloboditi moralnom energijom i radom. Savjeti bratu Perzu mogu se sažeti u dvije zapovijedi: radi i budi pravedan. Rad i pravda temelj su Heziodova morala. Do detalja se opisuju oruđa i svi poslovi ratarske godine, upleće se niz praktičnih pravila za život i realistički opisi prirode (opisi godišnjih doba). Poema završava razmatranjem sretnih i nesretnih dana za pojedine poslove. 
Heziod ima pesimističan pogled na život. Kritizira suvremeno društvo. Ipak nadasve slavi rad. Sadržaj je poeme antiherojski i ratarski. Izražava se slikovito, u stilu narodnih poslovica. Fraza mu je kratka i jezgrovita.

## Teogonija
„Teogonija” je prva grčka mitološka sinteza koja raspravlja o postanku svijeta („Kozmogonija”) i rodoslovlju bogova. Pokušava afirmirati Zeusa koji pobjedom nad Titanima postaje svemogući čuvar pravde. Heziod nalazi svoje mjesto unutar mitološkog i kozmološkog pjesništva.
Na završetku „Teogonije” Heziod je najavio novu pjesmu koja će pjevati o ženama koje su kao ljubavnice bogova rodile slavno potomstvo. Zato se pjesma zvana „Katalog žena” (Ἢ οἷαι) često smatrala njegovom. „Katalog” je imao 5 knjiga i sadržavao je velik broj mitoloških priča iz različitih krajeva Grčke.

## Citati
- „Poslovi i dani:”

Jer ako štogod i malo na malu položiš hrpu

Čineć to često, doskora i to će veliko postat.
- „Teogonija:”

Tu Noć se sastaje s Danom,

tu se i pozdravljaju preko praga zajedno kročeć'

Velikog, mjednog. Jer jedno unutra će zaći kad drugo

izlazi van, i nikad ne borave skupa u domu.
- Glup je onaj koji ne zna da polovica često više vrijedi od cijelog.
- Glad je stalan gost u kući ljenčine.
- Malo vrijedi onaj koji često mijenja prijatelje.
- Ogovaraš li nekoga, očekuj da ćeš ubrzo čuti još gore stvari o sebi samom.
- U sve mu što se radi treba sačuvati mjeru.

## Vanjske poveznice
- Heziodova djela (engl. jezik)